# NGC 5041
NGC 5041 је спирална галаксија у сазвежђу Береникина коса која се налази на NGC листи објеката дубоког неба.
Деклинација објекта је + 30° 42' 19" а ректасцензија 13h 14m 32,5s. Привидна величина (магнитуда) објекта NGC 5041 износи 13,4 а фотографска магнитуда 14,1. NGC 5041 је још познат и под ознакама UGC 8319, MCG 5-31-162, CGCG 160-168, KUG 1312+309, IRAS 13122+3058, PGC 46046.